# Bolwoningen
De bolwoningen zijn bolvormige woningen gelegen in de wijk Maaspoort te 's-Hertogenbosch. Ze werden eind jaren 1970 ontworpen door kunstenaar Dries Kreijkamp en gebouwd in 1984. Kreijkamp stelde dat de mens niet gemaakt was om in een vierkante doos te wonen maar dat we ons beter thuis voelen in ronde vormen. 

## Idee en vorm
De kunstenaar Kreijkamp bedacht een meer organisch concept voor wonen waarbij de woningen ook nog eens tussen het groen werden geplaatst. De eerste bolwoning (prototype) bouwde hij in zijn woonplaats Vlijmen. De vijftig 'Bossche' bolwoningen werden vervaardigd in Rotterdam en zijn betaald uit de subsidies voor experimenteel bouwen, zoals die in 1968 waren ingesteld. Werden bij veel andere experimenten nieuwe indelingen of een nieuwe sociale omgeving uitgeprobeerd, hier ging het vooral om de vorm van de woningen, zoals overigens ook bij de kubuswoningen in Helmond en elders het geval is.

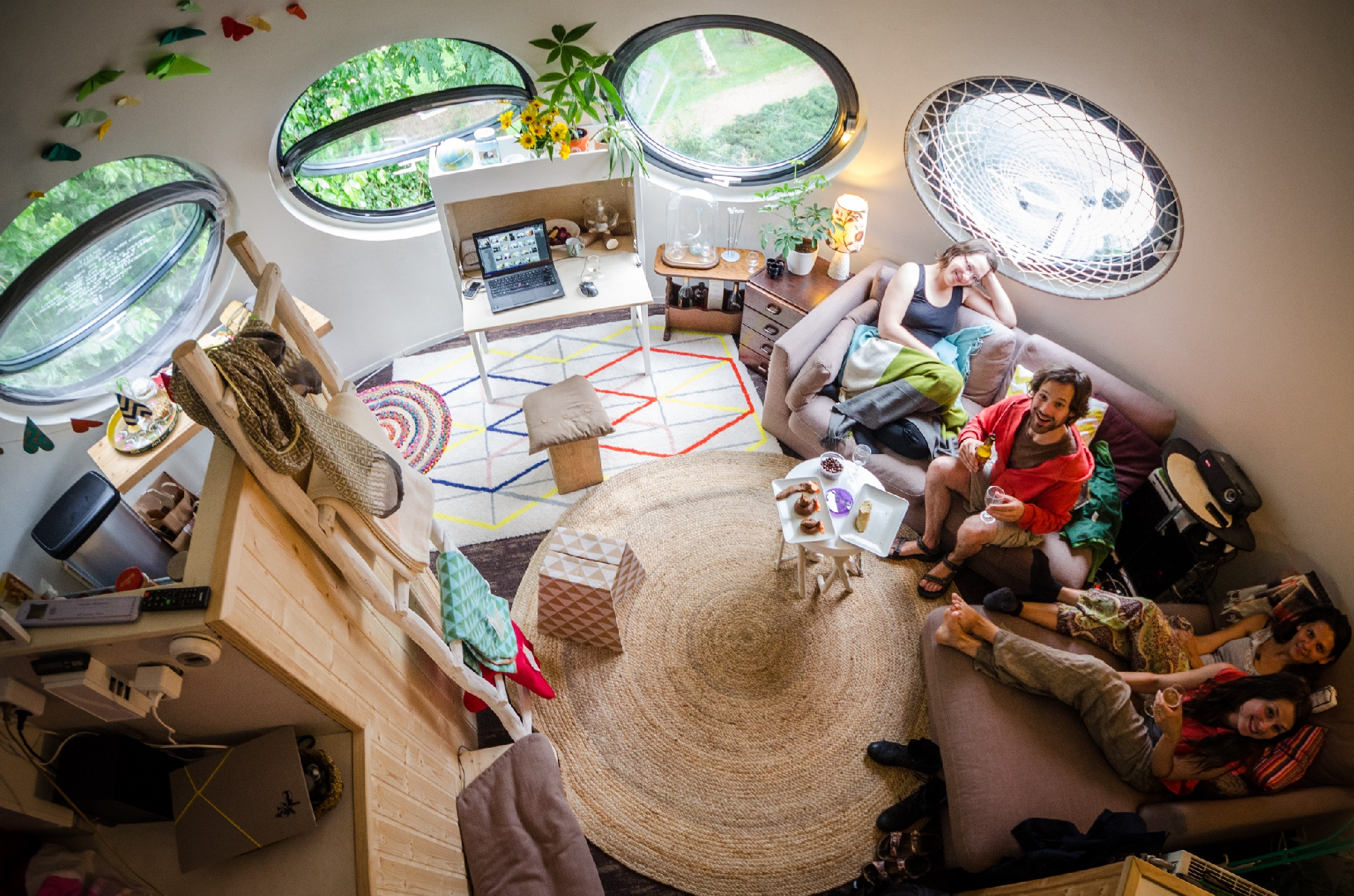
Woonkamer van een bolwoning

De woningen bestaan uit twee halve bollen van polyester die op elkaar zijn geplaatst. Zo werd een bol met middellijn van vijf en een halve meter gecreëerd. Deze steunt op een cilinder van drie meter diameter. De huizen hebben een onconventionele en afwijkende plattegrond. De woonkamer is boven en de slaapkamer beneden. Toilet en badkamer zijn aan de zijkant, op een hoogte halverwege tussen de slaap- en woonkamer. De trap ligt ook aan de zijkant van de bol. Naast de woonkamer ligt een kleine keuken, afgescheiden door een muur en bovenin is een vliering. In de onderliggende cilinder is naast de trap een berging. Het ontwerp levert een vloeroppervlak van 55 vierkante meter op en biedt plaats aan huishoudens van een of twee mensen. De bijna buitenaardse vormen worden nog eens extra benadrukt doordat ze aan de rand van een gewone nieuwbouwwijk staan. Verder hebben de huizen een bijzondere akoestiek.

## Ligging en typering
De woningen liggen in de Maaspoort aan een straat met de naam Bollenveld. 
Uiteindelijk bleken de woningen vrij duur waardoor is afgezien van meer projecten met deze woningen. Wel zijn later andersoortige kleine huizen ontworpen, de tiny houses. Soms worden de bolwoningen met een ruimtestation vergeleken.

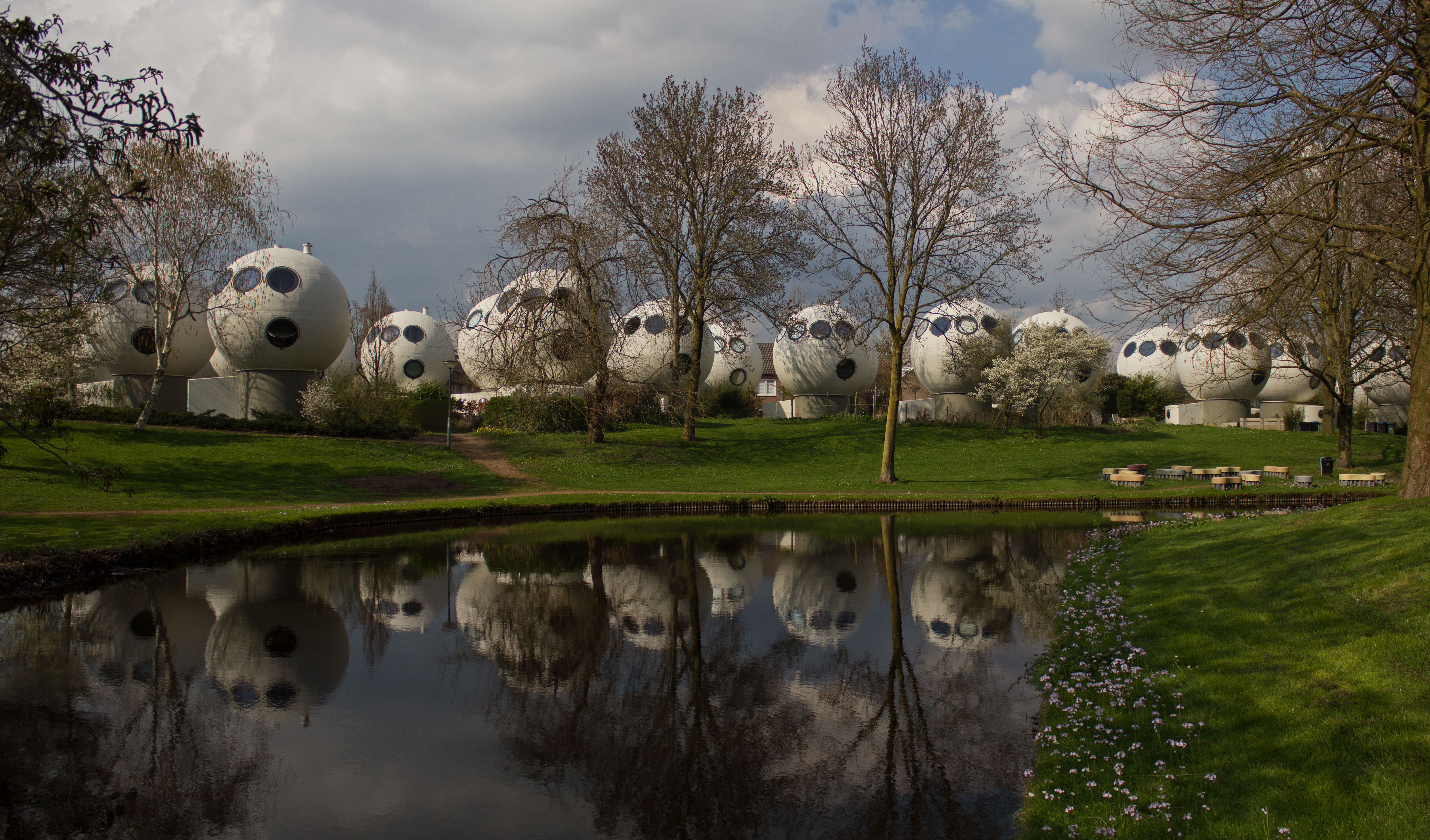
Overzicht
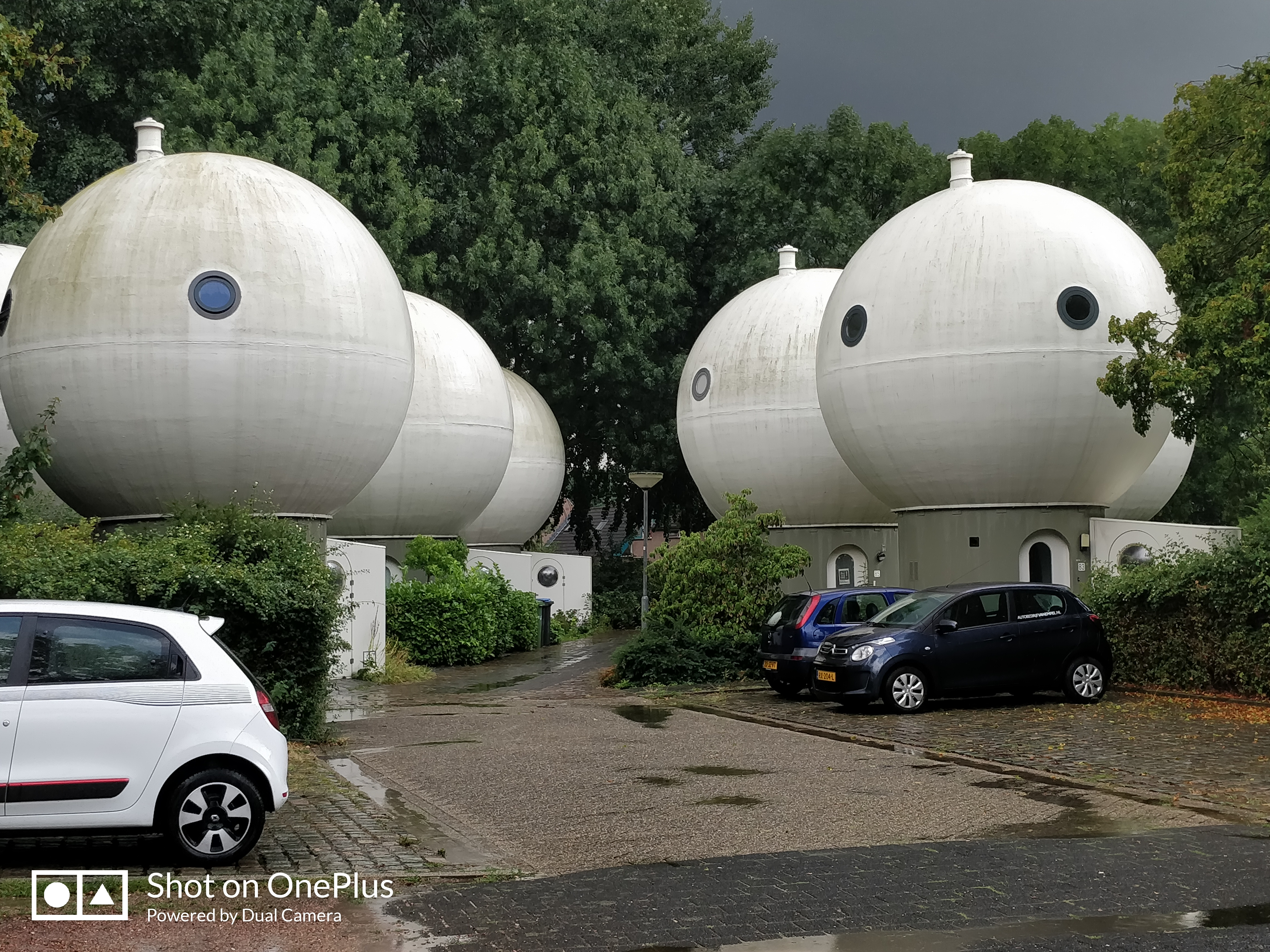
De voordeuren, met erboven slechts één klein raam
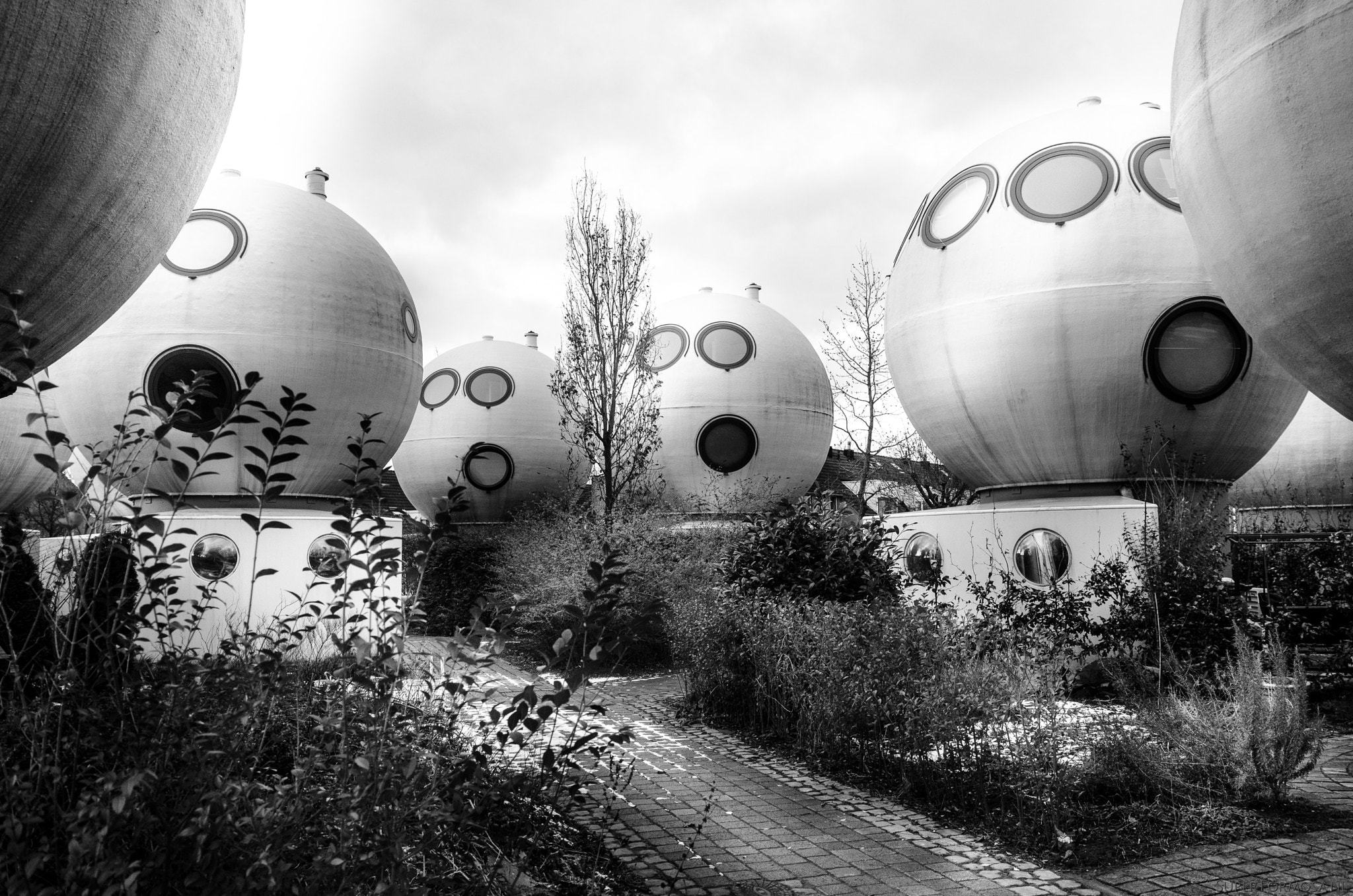
De ramen aan de achterzijde